# Lijst van premiers van België
Dit is een lijst van alle premiers of eerste ministers van België.
Alhoewel de regeringsleiders aangeduid werden sinds het ontstaan van het land, was het tot 1918 vaak de koning die de ministerraden voorzat. Het moderne premierschap ontstond pas na de Eerste Wereldoorlog. Voor de benaming van eerste minister of premier heette de regeringsleider kabinetsleider (Chef du Cabinet) of voorzitter van de Ministerraad.
De huidige eerste minister is Bart De Wever (N-VA).

## Lijst

### Politieke stromingen
Liberalen: 
-  Liberale Partij
-  VLD / Open Vld
-  MR

Katholieken/ christendemocraten:
-  Katholieke Partij
-  CVP / CD&V
-  PSC

Socialisten:
-  BWP / BSP
-  PS

Vlaams-nationalisten:
-  N-VA

### Kabinetsleiders/premiers van België
| Nr. | Premier | Premier                                     | Ambtstermijn     | Ambtstermijn      | Partij                    | Partij                    | Regering(en)            | Staatshoofd                                           |
| --- | ------- | ------------------------------------------- | ---------------- | ----------------- | ------------------------- | ------------------------- | ----------------------- | ----------------------------------------------------- |
| 1   |         | Etienne de Gerlache (1785-1871)             | 26 februari 1831 | 23 maart 1831     | Onafhankelijk (Katholiek) | Onafhankelijk (Katholiek) | I                       | Geen. Surlet de Chokier als regent van België. (1831) |
| 2   |         | Joseph Lebeau (1794-1865)                   | 23 maart 1831    | 21 juli 1831      | Onafhankelijk (Liberaal)  | Onafhankelijk (Liberaal)  | I                       | Geen. Surlet de Chokier als regent van België. (1831) |
| 3   |         | Felix de Mûelenaere (1793-1862)             | 26 juli 1831     | 17 september 1832 | Onafhankelijk (Katholiek) | Onafhankelijk (Katholiek) | I                       | Leopold I (1831-1865)                                 |
| 4   |         | Albert Goblet d'Alviella (1790-1873)        | 20 oktober 1832  | 4 augustus 1834   | Onafhankelijk (Liberaal)  | Onafhankelijk (Liberaal)  | I                       | Leopold I (1831-1865)                                 |
| 5   |         | Barthélémy de Theux de Meylandt (1794-1874) | 4 augustus 1834  | 18 april 1840     | Onafhankelijk (Katholiek) | Onafhankelijk (Katholiek) | I                       | Leopold I (1831-1865)                                 |
| 6   |         | Joseph Lebeau (1794-1865)                   | 18 april 1840    | 13 april 1841     | Onafhankelijk (Liberaal)  | Onafhankelijk (Liberaal)  | II                      | Leopold I (1831-1865)                                 |
| 7   |         | Jean-Baptiste Nothomb (1805-1881)           | 13 april 1841    | 30 juli 1845      | Onafhankelijk (Liberaal)  | Onafhankelijk (Liberaal)  | I, II                   | Leopold I (1831-1865)                                 |
| 8   |         | Sylvain Van de Weyer (1802-1874)            | 30 juli 1845     | 31 maart 1846     | Onafhankelijk (Liberaal)  | Onafhankelijk (Liberaal)  | I                       | Leopold I (1831-1865)                                 |
| 9   |         | Barthélémy de Theux de Meylandt (1794-1874) | 31 maart 1846    | 12 augustus 1847  | Onafhankelijk (Katholiek) | Onafhankelijk (Katholiek) | II                      | Leopold I (1831-1865)                                 |
| 10  |         | Charles Rogier (1800-1885)                  | 12 augustus 1847 | 31 oktober 1852   | Liberale Partij           |                           | I                       | Leopold I (1831-1865)                                 |
| 11  |         | Henri de Brouckère (1801-1891)              | 31 oktober 1852  | 30 maart 1855     | Liberale Partij           | I                         |                         | Leopold I (1831-1865)                                 |
| 12  |         | Pieter de Decker (1812-1891)                | 30 maart 1855    | 9 november 1857   | Onafhankelijk (Katholiek) | Onafhankelijk (Katholiek) | I                       | Leopold I (1831-1865)                                 |
| 13  |         | Charles Rogier (1800-1885)                  | 9 november 1857  | 3 januari 1868    | Liberale Partij           |                           | II                      | Leopold I (1831-1865)                                 |
| 14  |         | Walthère Frère-Orban (1812-1896)            | 3 januari 1868   | 2 juli 1870       | Liberale Partij           | I                         | Leopold II (1865-1909)  |                                                       |
| 15  |         | Jules Joseph d'Anethan (1803-1888)          | 2 juli 1870      | 7 december 1871   | Katholieke Partij         |                           | Leopold II (1865-1909)  | I                                                     |
| 16  |         | Barthélémy de Theux de Meylandt (1794-1874) | 7 december 1871  | 21 augustus 1874  | Katholieke Partij         | III                       | Leopold II (1865-1909)  |                                                       |
| 17  |         | Jules Malou (1810-1886)                     | 21 augustus 1874 | 19 juni 1878      | Katholieke Partij         | I                         | Leopold II (1865-1909)  |                                                       |
| 18  |         | Walthère Frère-Orban (1812-1896)            | 19 juni 1878     | 16 juni 1884      | Liberale Partij           |                           | Leopold II (1865-1909)  | II                                                    |
| 19  |         | Jules Malou (1810-1886)                     | 16 juni 1884     | 26 oktober 1884   | Katholieke Partij         |                           | Leopold II (1865-1909)  | II                                                    |
| 20  |         | August Beernaert (1829-1912)                | 26 oktober 1884  | 26 maart 1894     | Katholieke Partij         | I                         | Leopold II (1865-1909)  |                                                       |
| 21  |         | Jules de Burlet (1844-1897)                 | 26 maart 1894    | 25 februari 1896  | Katholieke Partij         | I                         | Leopold II (1865-1909)  |                                                       |
| 22  |         | Paul de Smet de Naeyer (1843-1913)          | 25 februari 1896 | 24 januari 1899   | Katholieke Partij         | I                         | Leopold II (1865-1909)  |                                                       |
| 23  |         | Jules Vandenpeereboom (1843-1917)           | 24 januari 1899  | 5 augustus 1899   | Katholieke Partij         | I                         | Leopold II (1865-1909)  |                                                       |
| 24  |         | Paul de Smet de Naeyer (1843-1913)          | 5 augustus 1899  | 2 mei 1907        | Katholieke Partij         | II                        | Leopold II (1865-1909)  |                                                       |
| 25  |         | Jules de Trooz (1857-1907)                  | 2 mei 1907       | 31 december 1907  | Katholieke Partij         | I                         | Leopold II (1865-1909)  |                                                       |
| 26  |         | Frans Schollaert (1851-1917)                | 9 januari 1908   | 17 juni 1911      | Katholieke Partij         | I                         | Leopold II (1865-1909)  |                                                       |
| 27  |         | Charles de Broqueville (1860-1940)          | 17 juni 1911     | 1 juni 1918       | Katholieke Partij         | I, II                     | Albert I (1909-1934)    |                                                       |
| 28  |         | Gerard Cooreman (1852-1926)                 | 1 juni 1918      | 21 november 1918  | Katholieke Partij         | I                         | Albert I (1909-1934)    |                                                       |
| 29  |         | Léon Delacroix (1867-1929)                  | 21 november 1918 | 20 november 1920  | Katholieke Partij         | I, II                     | Albert I (1909-1934)    |                                                       |
| 30  |         | Henri Carton de Wiart (1869-1951)           | 20 november 1920 | 16 december 1921  | Katholieke Partij         | I                         | Albert I (1909-1934)    |                                                       |
| 31  |         | Georges Theunis (1873-1966)                 | 16 december 1921 | 13 mei 1925       | Katholieke Partij         |                           | Albert I (1909-1934)    | I, II, III                                            |
| 32  |         | Aloys Van de Vyvere (1871-1961)             | 13 mei 1925      | 17 juni 1925      | Katholieke Partij         | I                         | Albert I (1909-1934)    |                                                       |
| 33  |         | Prosper Poullet (1868-1937)                 | 17 juni 1925     | 20 mei 1926       | Katholieke Partij         | I                         | Albert I (1909-1934)    |                                                       |
| 34  |         | Henri Jaspar (1870-1939)                    | 20 mei 1926      | 6 juni 1931       | Katholieke Partij         | I, II, III                | Albert I (1909-1934)    |                                                       |
| 35  |         | Jules Renkin (1862-1934)                    | 6 juni 1931      | 22 oktober 1932   | Katholieke Partij         | I, II                     | Albert I (1909-1934)    |                                                       |
| 36  |         | Charles de Broqueville (1860-1940)          | 22 oktober 1932  | 20 november 1934  | Katholieke Partij         | III, IV, V                | Albert I (1909-1934)    |                                                       |
| 37  |         | Georges Theunis (1873-1966)                 | 20 november 1934 | 25 maart 1935     | Katholieke Partij         | IV                        | Leopold III (1934-1951) |                                                       |
| 38  |         | Paul van Zeeland (1893-1973)                | 25 maart 1935    | 24 november 1937  | Katholieke Partij         |                           | Leopold III (1934-1951) | I, II                                                 |
| 39  |         | Paul-Emile Janson (1872-1944)               | 24 november 1937 | 15 mei 1938       | Liberale Partij           |                           | Leopold III (1934-1951) | I                                                     |
| 40  |         | Paul-Henri Spaak (1899-1972)                | 15 mei 1938      | 22 februari 1939  | BWP                       |                           | Leopold III (1934-1951) | I                                                     |
| 41  |         | Hubert Pierlot (1883-1963)                  | 22 februari 1939 | 12 februari 1945  | Katholieke Partij         |                           | Leopold III (1934-1951) | I, II, III, IV, V, VI, VII                            |
| 42  |         | Achiel Van Acker (1898-1975)                | 12 februari 1945 | 13 februari 1946  | BSP                       |                           | Leopold III (1934-1951) | I, II                                                 |
| 43  |         | Paul-Henri Spaak (1899-1972)                | 13 maart 1946    | 31 maart 1946     | BSP                       | II                        | Leopold III (1934-1951) |                                                       |
| 44  |         | Achiel Van Acker (1898-1975)                | 31 maart 1946    | 3 augustus 1946   | BSP                       | III                       | Leopold III (1934-1951) |                                                       |
| 45  |         | Camille Huysmans (1871-1968)                | 3 augustus 1946  | 20 maart 1947     | BSP                       | I                         | Leopold III (1934-1951) |                                                       |
| 46  |         | Paul-Henri Spaak (1899-1972)                | 20 maart 1947    | 11 augustus 1949  | BSP                       | III, IV                   | Leopold III (1934-1951) |                                                       |
| 47  |         | Gaston Eyskens (1905-1988)                  | 11 augustus 1949 | 8 juni 1950       | CVP                       |                           | Leopold III (1934-1951) | I                                                     |
| 48  |         | Jean Duvieusart (1900-1977)                 | 8 juni 1950      | 16 augustus 1950  | CVP                       | I                         | Leopold III (1934-1951) |                                                       |
| 49  |         | Joseph Pholien (1884-1968)                  | 16 augustus 1950 | 15 januari 1952   | CVP                       | I                         | Boudewijn (1951-1993)   |                                                       |
| 50  |         | Jean Van Houtte (1907-1991)                 | 15 januari 1952  | 23 april 1954     | CVP                       | I                         | Boudewijn (1951-1993)   |                                                       |
| 51  |         | Achiel Van Acker (1898-1975)                | 23 april 1954    | 26 juni 1958      | BSP                       |                           | Boudewijn (1951-1993)   | IV                                                    |
| 52  |         | Gaston Eyskens (1905-1988)                  | 26 juni 1958     | 25 april 1961     | CVP                       |                           | Boudewijn (1951-1993)   | II, III                                               |
| 53  |         | Théo Lefèvre (1914-1973)                    | 25 april 1961    | 28 juli 1965      | CVP                       | I                         | Boudewijn (1951-1993)   |                                                       |
| 54  |         | Pierre Harmel (1911-2009)                   | 28 juli 1965     | 19 maart 1966     | CVP                       | I                         | Boudewijn (1951-1993)   |                                                       |
| 55  |         | Paul Vanden Boeynants (1919-2001)           | 19 maart 1966    | 17 juli 1968      | CVP                       | I                         | Boudewijn (1951-1993)   |                                                       |
| 56  |         | Gaston Eyskens (1905-1988)                  | 17 juli 1968     | 26 januari 1973   | CVP                       | IV, V                     | Boudewijn (1951-1993)   |                                                       |
| 57  |         | Edmond Leburton (1915-1997)                 | 26 januari 1973  | 25 april 1974     | PSB                       |                           | Boudewijn (1951-1993)   | I                                                     |
| 58  |         | Leo Tindemans (1922-2014)                   | 25 april 1974    | 20 oktober 1978   | CVP                       |                           | Boudewijn (1951-1993)   | I, II, III, IV                                        |
| 59  |         | Paul Vanden Boeynants (1919-2001)           | 20 oktober 1978  | 3 maart 1979      | PSC                       |                           | Boudewijn (1951-1993)   | II                                                    |
| 60  |         | Wilfried Martens (1936-2013)                | 3 maart 1979     | 31 maart 1981     | CVP                       |                           | Boudewijn (1951-1993)   | I, II, III, IV                                        |
| 61  |         | Mark Eyskens (1933)                         | 31 maart 1981    | 17 december 1981  | CVP                       | I                         | Boudewijn (1951-1993)   |                                                       |
| 62  |         | Wilfried Martens (1936-2013)                | 17 december 1981 | 7 maart 1992      | CVP                       | V, VI, VII, VIII, IX      | Boudewijn (1951-1993)   |                                                       |
| 63  |         | Jean-Luc Dehaene (1940-2014)                | 7 maart 1992     | 12 juli 1999      | CVP                       | I, II                     | Boudewijn (1951-1993)   |                                                       |
| 64  |         | Guy Verhofstadt (1953)                      | 12 juli 1999     | 20 maart 2008     | VLD, Open VLD             |                           | I, II, III              | Albert II (1993-2013)                                 |
| 65  |         | Yves Leterme (1960)                         | 20 maart 2008    | 30 december 2008  | CD&V                      |                           | I                       | Albert II (1993-2013)                                 |
| 66  |         | Herman Van Rompuy (1947)                    | 30 december 2008 | 25 november 2009  | CD&V                      | I                         |                         | Albert II (1993-2013)                                 |
| 67  |         | Yves Leterme (1960)                         | 25 november 2009 | 6 december 2011   | CD&V                      | II                        |                         | Albert II (1993-2013)                                 |
| 68  |         | Elio Di Rupo (1951)                         | 6 december 2011  | 11 oktober 2014   | PS                        |                           | I                       | Albert II (1993-2013)                                 |
| 69  |         | Charles Michel (1975)                       | 11 oktober 2014  | 27 oktober 2019   | MR                        |                           | I, II                   | Filip (2013-)                                         |
| 70  |         | Sophie Wilmès (1975)                        | 27 oktober 2019  | 1 oktober 2020    | MR                        | I, II                     |                         | Filip (2013-)                                         |
| 71  |         | Alexander De Croo (1975)                    | 1 oktober 2020   | 3 februari 2025   | Open Vld                  |                           | I                       | Filip (2013-)                                         |
| 72  |         | Bart De Wever (1970)                        | 3 februari 2025  |                   | N-VA                      |                           | I                       | Filip (2013-)                                         |

Tot 1918 werd de term premier (eerste minister of premier ministre) niet gebruikt, maar wel de term kabinetsleider (chef du cabinet). Bart De Wever is dus eigenlijk de 54ste kabinetsleider van België, maar qua titel pas de 35ste premier. Al wordt dit onderscheid in de praktijk nooit gemaakt (voornamelijk omdat het in essentie om dezelfde post gaat).

## Cijfers

### Premiers van België met de langste staat van dienst
Deze lijst bevat eerste ministers met de langste staat van dienst.
| Nr. | Premier                         | Tussen                              | Duur       |
| --- | ------------------------------- | ----------------------------------- | ---------- |
| 1   | Charles Rogier                  | 12 augustus 1847 en 3 januari 1868  | 5616 dagen |
| 2   | Wilfried Martens                | 3 maart 1979 en 7 maart 1992        | 4467 dagen |
| 3   | Paul de Smet de Naeyer          | 25 februari 1896 en 2 mei 1907      | 3890 dagen |
| 4   | Barthélémy de Theux de Meylandt | 4 augustus 1834 en 21 augustus 1874 | 3571 dagen |
| 5   | August Beernaert                | 26 oktober 1884 en 26 maart 1894    | 3438 dagen |
| 6   | Charles de Broqueville          | 17 juni 1911 en 20 november 1934    | 3300 dagen |
| 7   | Guy Verhofstadt                 | 12 juli 1999 en 20 maart 2008       | 3174 dagen |
| 8   | Walthère Frère-Orban            | 3 januari 1868 en 16 juni 1884      | 3100 dagen |
| 9   | Gaston Eyskens                  | 11 augustus 1949 en 26 januari 1973 | 3019 dagen |
| 10  | Jean-Luc Dehaene                | 7 juli 1992 en 12 juli 1999         | 2561 dagen |

### Premiers van België met de kortste staat van dienst
Deze lijst bevat uitsluitend premiers die voor minder dan een jaar aan het bewind geweest zijn.
| Nr. | Premier               | Periode                              | Duur      |
| --- | --------------------- | ------------------------------------ | --------- |
| 1   | Etienne de Gerlache   | 26 februari 1831 en 23 maart 1831    | 25 dagen  |
| 2   | Aloys Van de Vyvere   | 13 mei 1925 en 17 juni 1925          | 35 dagen  |
| 3   | Jean Duvieusart       | 18 juni 1950 en 16 augustus 1950     | 69 dagen  |
| 4   | Paul-Emile Janson     | 24 november 1937 en 15 mei 1938      | 172 dagen |
| 5   | Gerard Cooreman       | 1 juni 1918 en 21 november 1918      | 173 dagen |
| 6   | Jules Vandenpeereboom | 24 januari 1899 en 5 augustus 1899   | 193 dagen |
| 7   | Camille Huysmans      | 3 augustus 1946 en 20 maart 1947     | 229 dagen |
| 8   | Pierre Harmel         | 28 juli 1965 en 19 maart 1966        | 234 dagen |
| 9   | Sylvain Van de Weyer  | 30 juli 1845 en 31 maart 1846        | 244 dagen |
| 10  | Jules de Trooz        | 2 mei 1907 en 9 januari 1908         | 252 dagen |
| 11  | Mark Eyskens          | 31 maart 1981 en 17 december 1981    | 261 dagen |
| 12  | Herman Van Rompuy     | 30 december 2008 en 25 november 2009 | 331 dagen |
| 13  | Prosper Poullet       | 17 juni 1925 en 20 mei 1926          | 337 dagen |
| 14  | Sophie Wilmès         | 27 oktober 2019 en 1 oktober 2020    | 340 dagen |

### Jongste premiers aan begin ambtstermijn
Deze lijst bevat uitsluitend eerste ministers die jonger waren dan 40 jaar bij het begin van hun mandaat.
| Nr. | Premier               | Periode                    |
| --- | --------------------- | -------------------------- |
| 1   | Jean-Baptiste Nothomb | 35 jaar op 13 april 1841   |
| 2   | Felix de Muelenaere   | 38 jaar op 26 juli 1831    |
| 3   | Charles Michel        | 38 jaar op 11 oktober 2014 |
| 4   | Paul-Henri Spaak      | 39 jaar op 15 mei 1938     |

### Oudste premiers op einde ambtstermijn
Deze lijst bevat uitsluitend eerste ministers die ouder waren dan 70 jaar bij het einde van hun mandaat.
| Nr. | Premier                         | Periode                     |
| --- | ------------------------------- | --------------------------- |
| 1   | Barthélémy de Theux de Meylandt | 80 jaar op 21 augustus 1874 |
| 2   | Camille Huysmans                | 75 jaar op 20 maart 1947    |
| 3   | Jules Malou                     | 74 jaar op 26 oktober 1884  |
| 4   | Charles de Broqueville          | 73 jaar op 20 november 1934 |
| 5   | Walthère Frère-Orban            | 72 jaar op 16 juni 1884     |

### Aantal premiers per politieke familie
| Nr. | Politieke familie    | Aantal premiers |
| --- | -------------------- | --------------- |
| 1   | Katholieken          | 37              |
| 2   | Liberalen            | 11              |
| 3   | Socialisten          | 5               |
| 4   | Vlaams-nationalisten | 1               |